# Martin Geiser
Martin Geiser (* 29. Oktober 1925 in Kaufbeuren; † 24. September 2018 ebenda) war ein deutscher Politiker (SPD).

## Leben und Beruf
Geiser absolvierte nach dem Schulbesuch zunächst eine Lehre als Flugzeugbauer bei BMW. Er trat zum 20. April 1943 der NSDAP bei (Mitgliedsnummer 9.366.725). Im Zweiten Weltkrieg war er Pilot bei der Wehrmacht und wurde in der Normandie eingesetzt. Er geriet in französische Kriegsgefangenschaft, aus der er 1947 entlassen wurde. Anschließend arbeitete er als Postbeamter. 1956/57 studierte er an der Akademie der Arbeit in Frankfurt am Main Sozialwissenschaften. Er engagierte sich in der Deutschen Postgewerkschaft und wurde zum Personalratsvorsitzenden des Postamts Kaufbeuren gewählt. Zudem gehörte er dem Bezirkspersonalrat bei der Oberpostdirektion München an.

## Politik
Geiser trat 1953 den Jungsozialisten und später der SPD bei, wo er Vorsitzender des Unterbezirks Südschwaben wurde. Er war viele Jahre Stadtrat in Kaufbeuren und gehörte von 1962 bis 1978 dem Bayerischen Landtag an. Der Landtag wählte ihn 1969 zum Mitglied der fünften Bundesversammlung, die Gustav Heinemann zum Bundespräsidenten kürte.
Im November 2016 erhielt Geiser aus den Händen von SPD-Landtagsfraktionschef Markus Rinderspacher die Georg-von-Vollmar-Medaille, die höchste Auszeichnung der BayernSPD.